# 血爱成河
《血爱成河》（英語：Love Lies Bleeding）是2024年上映的英美合拍浪漫惊悚片，由萝丝·格拉斯执导，萝丝与维罗妮卡·托菲尔斯卡编剧，克莉絲汀·史都華、凱蒂·奧布萊恩、吉娜·瑪隆、安娜·巴瑞什尼科夫、戴夫·弗蘭科和艾德·哈里斯主演。电影剧情发生在1989年，讲述一位以健身房经理身份过上隐居生活的黑帮与一位雄心勃勃的健美运动员之间的复杂关系。
电影于2024年1月20日在圣丹斯电影节首映，2024年3月8日由A24在美国发行，同年5月3日由狮门英国在英国发行。

## 演员
- 克莉絲汀·史都華 饰 卢（Lou），以健身房老板身份隐居的黑帮成员[3]
- 凱蒂·奧布萊恩 饰 杰姬（Jackie）[4]，健美运动员
- 艾德·哈里斯 饰 老卢（Lou Sr.），卢的父亲
- 吉娜·瑪隆 饰 贝丝（Beth），卢的姐姐
- 安娜·巴瑞什尼科夫（英语：Anna Baryshnikov） 饰 黛西（Daisy），暗恋卢的人
- 戴夫·弗蘭科 饰 JJ，贝丝的丈夫

## 制作
《血爱成河》是英国女导演萝丝·格拉斯的第二部长片，由A24和Film4制片共同制作。早在2022年3月，克莉絲汀·史都華就表示会参与《血爱成河》的制作，她表示自己是萝丝上一部电影《圣人莫德》的粉丝。同年4月，克莉丝汀确认出演。6月，凱蒂·奧布萊恩、吉娜·瑪隆、安娜·巴瑞什尼科夫、戴夫·弗蘭科、艾德·哈里斯加盟剧组。
主体拍摄于2022年6月在美国新墨西哥州阿布奎基启动，同年8月杀青。

## 发行
电影于2024年1月20日在2024年圣丹斯电影节“午夜”（Midnight）单元全球首映，其后于同年2月18日在第74屆柏林影展欧洲首映。英国首映礼于同年2月28日在格拉斯哥电影节举行。
2024年3月8日，电影于纽约及洛杉矶部分影院上映，3月15日全美公映，由A24发行。英国发行权由狮门英国在2023年11月购得，计划于2024年5月3日在英国院线上映。

## 反响
根据評論匯總网站爛番茄汇总的155篇评论文章，92%的评论家给予该作正面评价，平均打分为7.7分（满分10分）。该网站总结的评论家共识是“在《血爱成河》这部电影中，情欲与暴力相互碰撞，产生了强烈的肉质效果，对编剧兼导演罗斯·格拉斯这部不断壮大的杰出作品带来精彩补充。” 在Metacritic上，根據47位影評人給予77分（滿分100分），這部電影獲得了「普遍好評」。